# Адолф II фон Марк (Лиеж)
Адолф II дьо Ла Марк (на френски: Adolphe de La Marck, на немски: Adolf II von der Mark; * август 1288,† 3 ноември 1344) е от 1313 г. до смъртта си княз-епископ на Лиеж. В списъка на род Дом Ламарк се брои като Адолф VIII фон Марк.

## Живот
Той е вторият син на граф Еберхард I фон Марк (1277 – 1308) и неговата първа съпруга Ирмгард фон Берг († 24 март 1294), дъщеря на граф Адолф IV фон Берг (1220 – 1259).
Адолф е определен още от малък да стане духовник. От ок. 1310 г. той е домхер в Кьолн и през 1313 г. се записва да следва в университет Орлеан.
Папа Климент V, по препоръка на френския крал Филип Красивия, поставя Адолф фон Марк на 4 април 1313 г. като княз-епископ на Лиеж. На 14 април същата година той е ръкоположен първо за дякон и на 9 юни като свещеник. След един ден той става епископ. На 26 декември 1313 г. отива тържествено в Лиеж. Той има военни конфликти с жителите на Лиеж.
Адолф фон Марк умира в своя замък в Clermont-sur-Meuse и е погребан в катедралата Св. Ламбертус в Лиеж. Неговият племенник Енгелберт фон Марк († 1368), го последва на службата епископ на Лиеж. Той заварва големи задължения на чичо си.